# 屋敷 (北九州市)
屋敷（やしき）は福岡県北九州市八幡西区の地名。屋敷一丁目から二丁目の町がある。住居表示実施済み。郵便番号は806-0006。

## 地理
八幡西区の北部東側に位置し、北に築地町、東に東浜町、南に田町、西に舟町と接する。

## 地域の特徴
北西部は工業地域であり、北東部には北九州市立城山体育館や城山球場などの運動施設がある。中央部に緩衝緑地帯の城山緑地があり、南部と北部の住・工を分離している。南東部は住宅地で、南西部に道伯山がある。北縁西側の三叉路が県道273号築地汐入線の起点となっており、北縁に沿って西に走る。

## 歴史
道伯山は城山とも呼ばれており、黒田長政により福岡城の端城の1つとして築造された黒崎城があった。黒田二十四騎の1人井上周防之房（号を道伯と称す）を城主としたが、1615年（元和元年）幕府の一国一城令により城は破却された。

城山周辺の「城山地区」は公害に悩まされた地域であり、1965年（昭和40年）には年平均80トン/km2/月（最大108トン/km2/月）という日本一の降下ばいじん量を記録した。1969年（昭和44年）には、初めてのスモッグ警報が発令されるなど、著しい大気汚染に苦しんだ。城山体育館や城山球場の場所にはかつて城山小学校があったが、子供たちの健康被害も目立つようになり、1956年（昭和31年）の開校から21年後の1977年（昭和52年）に閉校となった。

北九州市は、1970年（昭和45年）に北九州市公害防止条例を制定、その後も条例の改正によりばい煙や粉じん、騒音に対する規制を強化するなど環境改善を図った。

### 地名の由来
かつて秋月藩の蔵屋敷があり、明治期より屋敷と通称されていたことによる。

### 沿革
- 1972年（昭和47年）6月1日 - 屋敷一丁目 - 二丁目新設[6]。
- 1974年（昭和49年）4月1日 - 八幡区が八幡西区と八幡東区に分かれ、八幡区屋敷一丁目 - 二丁目は八幡西区屋敷一丁目 - 二丁目となる[7]。

### 町名の変遷
| 実施内容          | 実施年月日               | 実施後     | 実施前                               |
| ----------------- | ------------------------ | ---------- | ------------------------------------ |
| 町名新設 住居表示 | 1972年（昭和47年）6月1日 | 屋敷一丁目 | 城山町の全部、屋敷町，東浜町の各一部 |
| 町名新設 住居表示 | 1972年（昭和47年）6月1日 | 屋敷二丁目 | 屋敷町，築地町，東浜町の各一部       |

## 世帯数と人口
2025年（令和7年）3月31日現在（北九州市発表）の世帯数と人口は以下の通りである。
| 町         | 世帯数  | 人口  |
| ---------- | ------- | ----- |
| 屋敷一丁目 | 111世帯 | 179人 |
| 屋敷二丁目 | 10世帯  | 17人  |
| 計         | 121世帯 | 196人 |

### 人口の変遷
国勢調査による人口の推移。
| 1995年（平成7年）  | 476人 | [ 9 ]  |  |
| 2000年（平成12年） | 406人 | [ 10 ] |  |
| 2005年（平成17年） | 354人 | [ 11 ] |  |
| 2010年（平成22年） | 325人 | [ 12 ] |  |
| 2015年（平成27年） | 255人 | [ 13 ] |  |
| 2020年（令和2年）  | 215人 | [ 14 ] |  |

### 世帯数の変遷
国勢調査による世帯数の推移。
| 1995年（平成7年）  | 193世帯 | [ 9 ]  |  |
| 2000年（平成12年） | 179世帯 | [ 10 ] |  |
| 2005年（平成17年） | 153世帯 | [ 11 ] |  |
| 2010年（平成22年） | 141世帯 | [ 12 ] |  |
| 2015年（平成27年） | 127世帯 | [ 13 ] |  |
| 2020年（令和2年）  | 116世帯 | [ 14 ] |  |

## 学区
市立小・中学校に通う場合、学区は以下の通りとなる。
| 丁目       | 街区           | 小学校                   | 中学校               |
| ---------- | -------------- | ------------------------ | -------------------- |
| 屋敷一丁目 | 1番 , 3 - 13番 | 北九州市立黒崎中央小学校 | 北九州市立花尾中学校 |
| 屋敷二丁目 | 全域           | 北九州市立黒崎中央小学校 | 北九州市立花尾中学校 |
| 屋敷一丁目 | 2番            | 北九州市立黒崎中央小学校 | 北九州市立黒崎中学校 |

## 交通

### バス
域内のバス停と系統は以下のとおりである。
| 運行事業者 | 運行事業者 | 西鉄バス北九州 |
| 系統       | 系統       | 84             |
| 停留所     | 屋敷二丁目 | ○              |

### 道路
- 県道273号築地汐入線

## 施設

### 公共施設
- 北九州市立城山球場
- 北九州市立城山体育館
- 北九州市立城山庭球場
- 北九州市立城山緑地アーチェリー場

### 寺社
- 住吉神社